# مجموعة سافي للألعاب الإلكترونية
مجموعة سافي للألعاب الإلكترونية هي مجموعة للألعاب الإلكترونية أطلقها صندوق الاستثمارات العامة السعودي ويرأس مجلس إدارتها رئيس مجلس إدارة صندوق الاستثمارات العامة الأمير محمد بن سلمان، وتهدف إلى تطوير قطاع الألعاب والرياضات الإلكترونية على الصعيدين المحلي والدولي، حيث وقعت المجموعة اتفاقية استحواذ على شركة "ESL"، وشركة "FACE IT"، ودمجهما تحت شركة "ESL FACE IT GROUP".

## إستراتيجية مجموعة سافي للألعاب الإلكترونية
أعلن ولي العهد الأمير محمد بن سلمان رئيس مجلس إدارة مجموعة سافي للألعاب الإلكترونية في 29 سبتمبر 2022، عن استراتيجية المجموعة، حيث «تمثل سافي عنصراً رئيسياً من استراتيجيتنا الطموحة لتحويل المملكة العربية السعودية إلى مركز عالمي لقطاع الألعاب والرياضات الإلكترونية بحلول عام 2030».
وستنفذ الاستراتيجية خمس شركات تابعة لمجموعة سافي للألعاب الإلكترونية، وهي؛ ذراع مجموعة سافي المتخصص في الرياضات الإلكترونية، شركة (EFG)، التي أنشئت بعد استحواذ الشركة على مجموعتي (ESL) و(FACEIT) وشركة (Nine66)، المعنية بإنشاء منظومة عمل متكاملة لتمكين مطوري الألعاب، وشركة (VOV)، المتخصصة في بناء صالات للألعاب والمنافسات وتطوير المهارات وتوفير البيئة الصحية للاعبين والممارسين، كما تتضمن المجموعة أول استديو ألعاب عالمي يدشن في المملكة العربية السعودية، الذي بدوره سيقدم مجموعة من الألعاب القيّمة للجماهير العالمية.
وتشمل استراتيجية المجموعة إنشاء صندوق سافي للألعاب، المتخصص للاستثمار في الشركات العالمية الرائدة في نشر الألعاب وتطويرها وتمكين تأسيس مقرات إقليمية لها في المملكة.
تشمل الاستراتيجية ضخ استثمارات تبلغ قيمتها 142 مليار ريال سعودي في أربعة برامج تغطي مختلف أنواع الاستثمارات وعمليات الاستحواذ، ومنها؛ تخصيص مبلغ 50 مليار ريال للاستحواذ على واحدة من أفضل شركات نشر الألعاب وتطويرها لتصبح شريكاً استراتيجياً فعالاً، واستثمار 70 مليار ريال لشراء مجموعة من حصص الأقلية في شركات رئيسية تدعم خطط المجموعة في قطاع الرياضات الإلكترونية وتطوير الألعاب، كما تشمل قيام المجموعة بضخ مبلغ 2 مليار ريال في استثمارات متنوعة في شركات ناشئة بهدف تطوير الألعاب والرياضات الإلكترونية، ويتضمن البرنامج الرابع استثمار 20 مليار ريال للمشاركة في الشركات العريقة في القطاع والتي تتماشى خططها مع استراتيجية المجموعة.

### أهداف الاستراتيجية
تتمثل أهداف الاستراتيجية في تعزيز النمو من خلال الاستثمار في قطاع الألعاب والرياضات الإلكترونية ووضع خطة طويلة المدى للاستثمار وتوظيف رأس المال بفعالية ضمن القطاع، وتوفير فرص المشاركة وترسيخ الشراكات في قطاع الألعاب الإلكترونية، بالإضافة إلى تحسين تجربة اللاعبين.

## التاريخ
في أبريل 2023م عقدت سافي اتفاقية للاستحواذ على شركة الألعاب الإلكترونية "سكوبلي" (Scopely) مقابل 4.9 مليار دولار.